# La cruz del diablo (película)
La cruz del diablo es una película de terror española de 1975 dirigida por John Gilling (su primera película desde que dejó Hammer Films en 1967) y protagonizada por Carmen Sevilla, Adolfo Marsillach, Ramiro Oliveros y Emma Cohen. La trama gira en torno a un escritor británico fumador de hachís que viaja a España para visitar a su hermana y allí descubre que ha sido asesinada por una secta satánica. El guion se basó en tres cuentos escritos por Gustavo Adolfo Bécquer: La cruz del diablo, El monte de las animas y Maese Pérez, organista, y fue sujeto de una disputa legal entre Paul Naschy y Juan José Porto.
La película no se estrenó en cines en España hasta marzo de 1975, y nunca fue exhibida fuera de España. Durante años se creyó que La cruz del diablo era una película perdida, pero una década después apareció en la televisión española y luego empezaron a aparecer copias de calidad media en el mercado gris de vídeos. La película está disponible hoy en DVD sólo en español con subtítulos en inglés.

## Argumento
Un novelista inglés fumador de hachís sufre una pesadilla recurrente. Cuando decide viajar a España para visitar a su hermana, descubre que ha sido asesinada. Al no convencerle las explicaciones policiales, decide investigar por su cuenta, lo que le lleva a un misterioso lugar del que se cuentan muchas leyendas: La cruz del diablo.

## Reparto
- Carmen Sevilla – María.
- Adolfo Marsillach – César del Río.
- Emma Cohen – Beatriz.
- Ramiro Oliveros – Alfred Dawson.
- Eduardo Fajardo – Enrique Carrillo.
- Mónica Randall – Justine Carrillo.
- Tony Isbert – Íñigo de Ataíde.
- Fernando Sancho – Ignacio.
- Silvia Vivó – Inés.
- Eduardo Calvo – Director de prisión.
- Pascual Hernández – Guardia Civil.
- Antonio Ramis – Criado.

## Producción

### Disputa por el guion
El guion, basado en tres cuentos escritos por Gustavo Adolfo Bécquer: La cruz del diablo, El monte de las animas y Maese Pérez, organista, fue escrito por Paul Naschy, con la intención de interpretar el papel principal en la película.
Creyendo que eso aumentaría sus posibilidades de hacer la película, Naschy entregó el control financiero a Juan José Porto, a quien Naschy consideraba un amigo de confianza, quien (según Naschy) vendió el guion a un productor llamado Quique Herreros Jr. sin el conocimiento de Naschy y luego reescribió gran parte de la historia. Para agravar el problema, el director John Gilling decidió no utilizar a Naschy en el papel principal, ya que no tenía confianza en sus capacidades actorales. Continuaron filmando el proyecto en septiembre de 1974 sin notificar a Naschy que había recibido luz verde. Al enterarse, Naschy demandó y ganó un acuerdo simbólico muy pequeño y un crédito como guionista, el cual ya no quería porque sentía que habían modificado totalmente su guion con todos los cambios que se hicieron. Todo el incidente siguió siendo un punto delicado para Naschy durante el resto de su vida.

## Recepción
Existen pocas reseñas de quienes han visto la película, generalmente de parte de críticos extranjeros que entienden español. En The Zombie Movie Encyclopedia, el académico Peter Dendle la calificó como «una película final decepcionante para el exdirector de Hammer Studios, John Gilling». Glenn Kay, autor de Zombie Movies: The Ultimate Guide, la describió como una película descatalogada que quienes la han visto consideran «poco inspirada y nada impresionante».